# Nixon in China
Nixon in China er en opera af den amerikanske komponist John Adams til en libretto af Alice Goodman. Det drejer sig om den amerikanske præsident Nixons besøg i Kina i 1972, hvor han mødtes med Kinas formand Mao Zedong og andre kinesiske embedsmænd.
Værket var bestilt af Brooklyn Academy of Music, Houston Grand Opera og John F. Kennedy Center for the Performing Arts. Det fik premiere på Houston Grand Opera den 22. oktober 1987 i en opsætning af Peter Sellars med koreografi af Mark Morris.
Operaen fokuserer på seks centrale personligheder: Nixon og hans kone Pat, Jiang Qing (stavet "Chiang Ch'ing" i librettoen) og Formand Mao ("Mao Tse-tung ") og såvel den amerikanske som den kinesiske parts rådgiver, hhv. Henry Kissinger og Zhou Enlai ("Chou En-lai"). Operaen består af tre akter. I første akt ankommer Nixon og har det første møde og den første aften i Kina. I andet skifter fokus til Pat Nixon, som tager på ture i landdistrikterne og bl.a. ser en svinefarm. I aktens anden scene opføres et kommunistisk propagandaskuespil, som først Pat Nixon, og siden hendes mand og Jiang Qing afbryder. Sidste akt handler om amerikanernes sidste aften i Kina; alle personerne danser en foxtrot, mens deres tanker vandrer til deres egen fortid.
Musikalsk skylder operaen måske minimalismen mere end nogen asiatisk stilart. Foxtrotten i sidste akt har John Adams brugt som et tema til et koncertstykke kaldet "The Chairman Dances", der blev offentliggjort før operaen i 1985. Librettoen er derimod skrevet helt i rimede verspar, som minder om kinesiske stilarter.

## Roller
| Rolle                                | Stemmetype  | Originalbesætning, 22. oktober 1987 (Dirigent: John Demain) |
| ------------------------------------ | ----------- | ----------------------------------------------------------- |
| Richard Nixon                        | Baryton     | James Maddalena                                             |
| Pat Nixon                            | Mezzosopran | Carolann Page                                               |
| Chou En-lai                          | Baryton     | Sanford Sylvan                                              |
| Mao Tse-tung                         | Tenor       | John Duykers                                                |
| Henry Kissinger                      | Bas         | Thomas Hammons                                              |
| Chiang Ch'ing                        | Sopran      | Trudy Ellen Craney                                          |
| Nancy T'sang, førstesekretær for Mao | Mezzosopran | Mari Opatz                                                  |
| Andensekretær for Mao                | Kontraalt   | Stephanie Friedman                                          |
| Tredjesekretær for Mao               | Kontraalt   | Marion Dry                                                  |
| Dansere, militser, borgere i Beijing |             |                                                             |

## Synopsis

### Første akt
En deling kinesiske tropper marcherer i lufthavnen i Beijing og synger en militærsang, The Three Main Rules of Discipline and Eight Points of Attention. Mens soldaterne venter, ankommer en flyvemaskine; Pat og Richard Nixon samt Henry Kissinger stiger ud og bliver mødt af Chou Enlai. Nixon introduceres for diverse kinesiske embedsmænd af Chou og udtrykker håb og frygt i forbindelse med det historiske besøg.
Senere besøger Nixon og Kissinger Mao sammen med Chou. Mens Nixon forsøger sig med en forenklet vision om fred mellem USA og Kina, ønsker Mao at drøfte filosofi og taler i gåder. Besøget er ikke helt en succes, og den ældre Mao bliver hurtigt træt. Chou går sammen med Nixon og Kissinger.
Den første aften holdes der en stor fest for den amerikanske delegation i Folkets Store Hal. Nixons og Chou slapper efterhånden af i hinandens selskab, og god mad og stærke drikke gør deres virkning. Chou rejser sig for at udbringe en skål for den amerikanske delegation med ros og ønsker om fredelig sameksistens. Nixon reagerer ved prise kinesernes gæstfrihed og gentage sin tidligere modstand mod Kina. Festen fortsætter med gensidige komplimenter og skåltaler.

### Anden akt
Pat Nixon bliver eskorteret til forskellige fremvisninger af det moderne kinesiske liv – en glasfabrik, et sundhedscenter, en svinefarm og en folkeskole. Men de kinesiske guider taler tvungent og formelt – og lader en mørk og repressiv side af Kina, der ligger lige under overfladen, ane for de udenlandske notabiliteter. Pat udtrykker sine egne forventninger til fremtiden, en fredelig fremtid med beskedenhed og godt naboskab, en fremtid baseret på gode amerikanske værdier.
Senere samme aften går Richard og Pat Nixon til kinesisk opera for at se et stykke skrevet af Fru Mao kaldet The Red Detachment of Women. Stykket er forsimplet politiseret musikteater med undertrykte bønder på en tropisk ø, som bliver reddet fra deres brutale udlejer af Den Røde Hærs heroiske kvinder.
Hovedpersonerne tiltrækkes dog af operaen, idet hver afsløre sin sande natur; Pat Nixon forsvarer de svage, Kissinger står på den brutale udlejers side, mens Fru Maos ønske om at spare bønderne for enhver pris fører hende til at blive mere brutal end den udlejeren var i første omgang. Til sidst kommer det til et opgør mellem Chou og Fru Mao – operaen er blevet en gentagelse af Kulturrevolutionen.

### Tredje akt
Det er amerikanernes sidste aften i Beijing, og det er klart for alle, at der ikke kommer noget stort gennembrud – Shanghaikommunikéet er blot ord, der skal redde statsledernes ansigt overfor verdenspressen. Hovedpersonerne ser tilbage på deres liv – på deres kampe fra deres tidlige år, ligesom Richard Nixon mindes sine yngre dage som sejler. Kun Chou ser dybere og spørger: "How much of what we did was good?" før han kaster sin tvivl til side og træt fortsætter sit arbejde.

## Receptionshistorie
Ved operaens verdenspremiere i 1987 anmeldte Donal Henahan den i New York Times og forholdt sig afvisende, idet det blev fremhævet, at der var tale om et "visually striking but coy and insubstantial work" ("et visuelt slående, men koket og uvæsentligt værk"). I samme anmeldelse hedder det: "Mr. Adams does for the arpeggio what McDonald's did for the hamburger" ("Hr. Adams gør for arpeggio'en hvad McDonald's gjorde for hamburgeren").; kommentaren er blevet citeret af komponisten som et ekstremt eksempel på den tidlige kritik af operaen. I modsætning til denne indledende skepsis udtalte Erica Jeal i forbindelse med en opførelse i 2006 i London i The Guardian, at
"Nixon in China has been arguably the most influential opera of the past 20 years" ("Nixon in China har givetvis været den mest indflydelsesrige opera i de seneste 20 år") og en pioner for den såkaldte "CNN opera". Operaens bedre omdømme var en udløber af indspilningen fra 1988 med det oprindelige sangerhold og Orchestra of St. Luke's under ledelse af dirigenten Edo de Waart (Nonesuch Records 79.177).
Siden 2000 er flere nye produktioner af operaen blevet sat op og godt modtaget, herunder en bemærkelsesværdig opførelse på Chicago Opera Theater.
Operaen fik sin canadiske premiere i Vancouver ved Vancouver Opera som en del af Vinter-OLs "Kulturelle olympiade" i 2010 og er planlagt som en del af repertoiret i Canadian Opera Companys sæson 2010/2011. Opsætningen i Vancouver blev rost som "brilliantly effective" ("glimrende effektiv") af David Gordon Duke fra The Vancouver Sun.